# Manoir de Kerizouët
Le manoir de Kerizouët est un édifice situé à Guidel, en France.

## Situation
Le manoir est situé sur le territoire de la commune de Guidel, au lieu-dit Kerizouët, dans le département du Morbihan, en région Bretagne.

## Description
Le manoir date du XVe siècle, implanté dans une cour fermée, est fermé de murs, avec des tours aux angles sud-est et sud-ouest, actuellement ruinées. Il possède une structure rare en Bretagne avec entrée directe dans la tour d'escalier antérieure semi-hexagonale, construite en pierre de taille. Celle-ci devait abriter une chambre haute. L'escalier à vis dessert les deux corps de bâtiments situés de part et d'autre. Les niveaux sont décalés, la salle située à droite dans le bâtiment principal, est surélevée, construite sur une cave à demi enterrée. Deux puits sont intégrés dans la cour du manoir. Édifice avec sous-sol, rez-de-chaussée surélevé et un étage carré, construit en pierre de taille de granite. Toiture  à longs pans recouverte d'ardoises, pignons couvert et découvert. Escalier hors-œuvre : escalier à vis sans jour.

## Histoire
Le manoir est construit à la fin du XVe siècle pour la famille du Hautbois. Lors du déclassement du manoir en ferme, des dépendances agricoles sont construites en retour d'équerre dans la seconde moitié du XIXe siècle. De nouvelles baies sont percées, à cette époque, à l'étage et au rez-de-chaussée, sur les deux corps de bâtiments du logis principal. Les dépendances en retour sont signalées sur le plan cadastral de 1818. En ruines du côté ouest, elles sont reconstruites dans la 1ère moitié du XIXe siècle. On ne sait pas si l'aile ouest, beaucoup plus large, était une aile de logis ou de communs : elle est remaniée au XIXe siècle et au XXe siècle (côté est) avec transformation du bâtiment est en logis. Les deux puits datent du XIXe siècle.
Le manoir est inscrit à l'inventaire général du patrimoine culturel en 1998.